# Rouleaux enluminés du journal intime de Murasaki Shikibu
Cet article traite de l'emaki du XIIIe siècle. Pour le journal intime éponyme du XIe, voir Journal intime de Murasaki Shikibu.
Les Rouleaux enluminés du journal intime de Murasaki Shikibu (紫式部日記絵巻, Murasaki Shikibu nikki emaki) forment un emaki japonais datant du XIIIe siècle. Il s’inspire du journal de Murasaki Shikibu (« journal »: nikki ; Murasaki Shikibu nikki, le Journal de Murasaki Shikibu), dame de cour de l'impératrice, à la cour de Heian aux Xe et XIe siècles, auteur du fameux roman du Dit du Genji. Cet emaki s’inscrit dans le style de peinture japonais yamato-e et renoue avec l’iconographie typique du siècle précédent, sous l’époque de Heian.
Les rouleaux ou fragments subsistant de l’emaki sont individuellement classés au patrimoine culturel du Japon, en tant que trésor national ou bien culturel important.

## Description
Apparue au Japon depuis environ le VIe siècle grâce aux échanges avec l’Empire chinois, la pratique de l’emaki se diffuse largement auprès de l’aristocratie à l’époque de Heian : il s’agit de longs rouleaux de papier narrant au lecteur une histoire au moyen de textes et de peintures. Plus tard, l’avènement de l’époque de Kamakura est marqué par les luttes intestines et les guerres civiles qui se répandent et favorisent l’ascension de la classe des guerriers (les samouraïs) ; ces derniers mettent à l’honneur une culture aristocratique réaliste moins maniérée et ésotérique (le zen apparaît aussi en ces temps). Vers la fin du XIIIe siècle, un regain d’intérêt pour la culture raffinée de l’époque de Heian conduit les artistes à revenir aux styles de peinture de la cour de l’empereur ; le Journal intime de Murasaki Shikibu s’inscrit dans ce contexte-là, pendant l’âge d’or de l’emaki (XIIe et XIIIe siècles),.

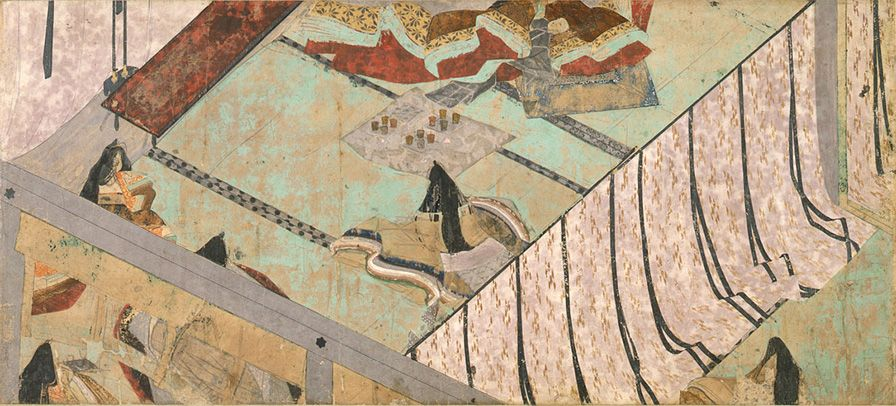
L’impératrice Shōshi et son enfant, entourés des dames de compagnie au palais.

À l’époque de Kamakura, si les guerriers du bakufu préfèrent les récits dynamiques, la production d’emaki à la cour de Heian subsiste toujours. Ainsi, on retrouve trace du Journal intime de Murasaki Shikibu dans le journal de Fujiwara no Teika, poète et lettré ; d’après ce document, plusieurs aristocrates proches de l’ancien empereur Go-Horikawa projettent en 1233 de réaliser un nouvel emaki du Dit du Genji (après celui du XIIe, le Genji monogatari emaki, œuvre des plus connues), accompagné d’un autre du Journal intime. Il n’existe toutefois pas de preuve que les rouleaux actuels correspondent bien à ceux mentionnés par Fujiwara no Teika, mais les dates de confection estimées semblent concorder. Des théories ont attribué l’œuvre au peintre Fujiwara no Nobuzane, sans réelle preuve toutefois. De nos jours, il subsiste de l’emaki quatre rouleaux de papier entreposés dans différentes collections, respectivement : collection Hachisuka, musée Gotoh et collection Hinohara (Tokyo), ainsi qu’un au musée d'art Fujita (Osaka). 

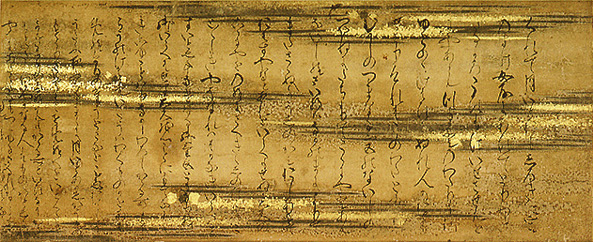
Riche calligraphie du Murasaki Shikibu nikki emaki.

Le premier rouleau relate les célébrations de la naissance du prince Atsunari en 1008, et le dernier celle de la naissance du prince Atsunaga en 1010. Cet écart dans le temps indique très probablement que l’emaki original devait compter plus de rouleaux qu’actuellement. L’œuvre s’inspire directement du Journal intime de Murasaki Shikibu, courtisane et dame de compagnie de l’impératrice Shōshi, dans lequel elle décrit très précisément les cérémonies officielles et la vie recluse des dames de compagnie. Elle livre également ses réflexions sur les relations humaines et le temps qui passe, et juge sévèrement ses contemporains, les hommes pour leurs manières discourtoises (dont Fujiwara no Michinaga, homme le plus influent de la cour) et les femmes pour leur inexpérience et leur manque d’éducation et de volonté. Pour D. Keene, le journal donne l’image d’une femme solitaire et mise à l’écart, peut-être en raison de ses analyses perspicaces sur la personnalité profonde des gens, qui s’accommodent guère avec la vie intimiste du palais de Heian. L’emaki retranscrit ainsi cette solitude et ces observations sur la vie au palais. Toutefois, s’y ajoute par rapport au texte une certaine nostalgie patente au XIIIe siècle (époque de confection des rouleaux) pour le glorieux passé de la cour de Heian, conférant à l’ensemble un sentiment d’« âge d’or perdu » selon P. Mason, même lors des événements heureux comme les fêtes.

## Style et composition

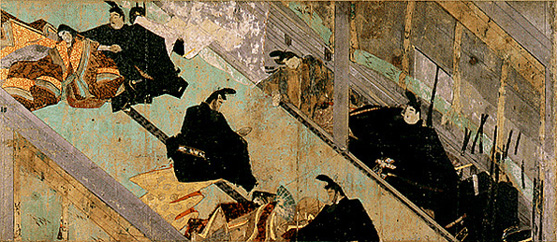
Détail du Murasaki Shikibu nikki emaki où des nobles ivres importunent les dames, attitude fortement condamnée par Murasaki dans son journal. Les longues diagonales guidant le mouvement de l’œil sont évidentes ici.

L’emaki suit les principes du genre onna-e du yamato-e, et apparaît proche des Rouleaux illustrés du Dit du Genji (env. 1120-1140) tout en dénotant une profonde évolution de style. En effet, les peintures décrivent la vie au palais dans un sentiment nostalgique, intemporel et très retenu typique du onna-e, mais divers éléments purement décoratifs (comme le traitement des paysages et les scènes contemplatives) s’y ajoutent. La technique picturale du tsukuri-e (lit. « peinture construite »), employée principalement dans les emaki de la cour au XIIe siècle, est également utilisée ici. Elle s’effectue en trois temps : une première esquisse de la scène est réalisée à l’encre de Chine (probablement par un maître de l’atelier), puis la couleur est apposée sue toute la surface du papier dans un ordre précis, des vastes zones en fond jusqu’aux détails finaux. Enfin, les contours sont ravivés ou rehaussés à l’encre afin d’accentuer la profondeur. Toutefois, une évolution de style tangible peut de nouveau être notée, car les pigments sont ici moins opaques que d’accoutumé, et les tons plus discrets soulignés par de fins contours à l’encre ; de plus, l’aspect décoratif ressort fortement via l’utilisation intensive de poudre d’or et, parfois, d’argent. Pour P. Mason, la technique semble moins soignée que par le passé, par exemple pour les éléments architecturaux d’intérieur (portes coulissantes, paravents...) ou la poudre d’argent bien plus rare que l’or.
Les personnages sont esquissés suivant les tendances du portrait réaliste de l’époque de Kamakura, abandonnant le hikime kagibana (technique de représentation des visages avec quatre traits sur fond blanc, similaire à des masques nô pour marquer l’effacement extrême des aristocrates). Plus généralement, M. Murase note que l’expression des sentiments change subtilement par rapport aux rouleaux du XIIe ; ici, le cloisonnement des espaces a moins cours et les nobles vont et viennent de façon naturelle et décidée. Les sentiments sont ainsi peints directement plutôt que suggérés par le décor, les postures ou les couleurs, à la manière des Rouleaux illustrés du Dit du Genji. Tout comme la plupart des emaki, la composition repose sur l’usage des diagonales pour marquer la profondeur et de la technique du fukinuki yatai (littéralement « toit enlevé »), qui consiste en ne pas peindre les toits du palais pour représenter directement l’intérieur, avec un point de vue généralement plongeant. Le rythme volontairement lent du tsukuri-e semble ici légèrement accéléré, bien que les peintures soient toujours séparées par des sections calligraphiées inspirées des textes du journal.
Cette nouvelle approche décorative des peintures de la cour (onna-e) inspirée des thèmes de la littérature se remarque dans plusieurs autres œuvres à l’époque de Kamakura, comme l’emaki des Contes d’Ise ou le Rouleau illustré du roman de Sumiyoshi (Sumiyoshi monogatari emaki),.

## Historiographie

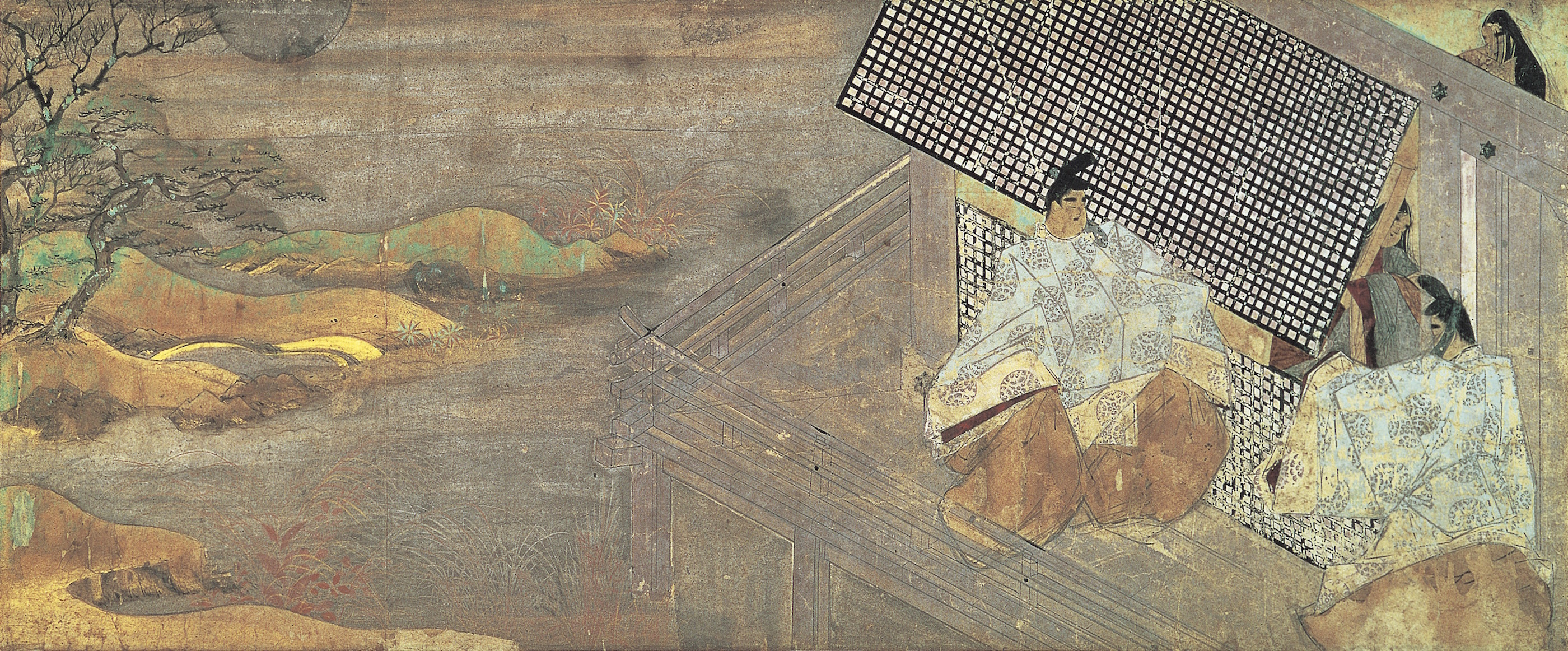
Véranda du palais au bord du lac central, détail d’architecture shinden.

Les peintures fournissent un aperçu complémentaire au rouleau sur la vie et les festivités au palais, parfois fort simple comme les jeux sur le lac, bien que la sensibilité soit différente à l’époque de leur confection. On y trouve notamment un exemple du style architectural shinden, marqué par un mélange d’influence de la Chine des Tang et du Japon traditionnel.

#### Rouleaux enluminés
- Liste d'emaki
- Rouleaux illustrés du Dit du Genji (le plus ancien: du XIIe siècle)
- Rouleau des maladies (XIIe siècle)
- Rouleau des êtres affamés (XIIe siècle)
- Rouleaux des légendes du mont Shigi (XIIe siècle)
- Ban dainagon ekotoba (Rouleaux enluminés du grand courtisan Tomo no Yoshio, ou Histoire de Ban dainagon) (XIIe siècle)
- Rouleaux des enfers (fin XIIe siècle)
- Roman enluminé du roman de Nezame (fin XIIe siècle)
- Chōjū-giga (Rouleaux enluminés des hommes et des animaux en folie) (XIIe – XIIIe siècle
- Rouleaux illustrés du Dit de Heiji (XIIIe siècle)
- Rouleaux enluminés de la procession nocturne des cent démons (entre le XVIe et le  XIXe siècle)

#### Autres articles connexes
- Peinture japonaise
- Art japonais
- Littérature japonaise et nikki